# Benty
Benty és una petita vila a la prefectura de Forécariah a la regió de Forécariah a Guinea; forma una subprefectura amb 3.802 habitants i 642 edificis.

## Història
Va ser una estació de tractants d'esclaus relativament important i encara en queden restes. Al segle xix, amb l'abolició, va caure en decadència. Fou una posició militar francesa establerta el 1866 a la desembocadura del riu Mellacorée, a l'extrem sud-oriental de la moderna Guinea, prop del territori britànic de Sierra Leone. Fou l'embrió del cercle de Mellacorée un dels tres que van originar els establiments dels Rius del Sud. El 1881 un tractat va fixar els límits entre Sierra Leone i el cercle de Mellacorée. El doctor Delbenne va viure a Benty del abril de 1885 al juny de 1886.
El 1936 Benty era una important estació bananera. Això va durar fins als anys cinquanta. El 1954 els plantadors de bananes van decidir establir un port per l'exportació massiva i mentre van fer servir l'antic port dels esclaus. Després de la independència aquestes propietats foren nacionalitzades el 1964 per crear cooperatives i granges de l'estat. El projecte d'un port d'aigües fondes (Benty és el més fondo d'Àfrica després dels de Sud-àfrica) per exportar el ferro extret de les mines de l'interior, milloraria la sort de la ciutat. El 2015 fou molt afectada per l'epidèmia del virus Ebola.